# Zvezdno mesto
Zvezdno mesto (ruskoː Звёздный Городок) (Zvyozdny gorodok), je zaprto administrativno teritorialno območje v Rusiji, upravno podrejeno Moskovski oblasti, nahaja se 32 km jugovzhodno od Moskve.

## Upravno administrativni status
Večino časa svojega obstoja je bilo najstrožje varovano  tajno vojaško območje s centrom za usposabljanje kozmonavtov v izključni pristojnosti sovjetske in nato ruske armade, povsem zaprto za javnost. Avgusta 1996 pa je bila ruska zakonodaja spremenjena tako, da sta si od tedaj njegovo upravo delila ministrstvo za obrambo in Roscosmos. Ta dvojni položaj je ostal v veljavi vse do 1. oktobra 2008 , ko je upravo območja prevzel izključno Roscosmos. Rezultat spremembe uprave je bila tudi sprememba statusa naselja iz vojaškega v civilno, kar je bilo uradno predlagano 19. januarja 2009. 5. avgusta 2009 je Boris Vsevolodovich Gromov, tedanji guverner Moskovske oblasti izdal resolucijo, s katero je poprejšnje vojaško naselje dobilo status zaprtega administrativnega teritorialnega območja, upravno podrejenega Moskovski oblasti. 29. oktobra 2009 so zaprto administrativno teritorialno območje poimenovali »Zvyozdny gorodok«, vendar tega imena vse do sedaj še ni uradno potrdila ruska vlada. V tujini se je za Zvyozdny gorodok kmalu po potrditvi njegovega obstoja uveljavilo ime »Zvezdno mesto«.

## Zgodovina
Ko so sovjeti med hladno vojno začeli razvijati svoj vesoljski program, so poleg lokacije kozmodroma iskali tudi lokacijo za kraj, kjer bi lahko bodoči kozmonavti/astronavti nemoteno vadili. Bil naj bi v bližini najpomembnejših centrov sovjetske vesoljske industrije, vendar oddaljen od urbanih naselij, pa vseeno v bližini Moskve.
Odločitev o izgradnji centra na današnji lokaciji je bila sprejeta 11. januarja 1960, že junija tega leta pa naj bi se v Zvezdno mesto preselili prvi kozmonavti z družinskimi člani.  Samo mesto je bilo zgrajeno iz dveh delov, centra, namenjenega urjenju kozmonavtov in območja za vojaško in civilno osebje. Na vrhuncu hladne vojne so sovjeti Zvezdno mesto izrabljali v propagandne namene kot podobo bodočega sovjetskega raja, čeprav je bila lokacija največja vojaška tajnost, samo območje pa je bilo izbrisano z vseh zemljevidov in močno zastraženo, vstop vanj pa dovoljen zgolj izbrancem.   
Srečni izbranci, ki so v času komunističnega režima Zvezdno mesto lahko obiskali, iz službenih razlogov, ali ob redkih državno organiziranih obiskih, so pripovedovali o kozmonavtih, ki živijo v luksuznih apartmajih, predvsem pa o tamkajšnjih sanjsko založenih trgovinah, medtem ko si običajen sovjetski državljan tedaj ni mogel kupiti niti najnujnejših potrebščin. Rusi so se cinično šalili, da je bila socialistična utopija, ki jo je obljubljala komunistična oblast, vendarle zgrajena, ampak samo v enem mestu. 
S propadom Sovjetske zveze se je tudi Zvezdno mesto soočilo s številnimi težavami, trgovine so izgubile državno podporo in postavile tržne cene, infrastruktura je zastarala, državnih finančnih subvencij ni bilo več. V mestni Aleji kozmonavtov med ostalimi še danes živita legendarna kozmonavtka Valentina Tereškova, prva ženska v vesolju, pa tudi vdova Jurija Gagarina. Zvezdno mesto je še vedno varovano območje, za obisk katerega je potrebno posebno dovoljenje, obiskovalcem je dovoljen samo obisk, ne pa npr. prebivanje v naselju, večina tamkajšnjega centra, poimenovanega po pionirju vesoljskih poletov Juriju Gagarinu, pa je dostopna zgolj zaposlenim in t.i. »vesoljskim turistom«.

## Državni center za trening kozmonavtov, raziskave in testiranja
Državni center za trening kozmonavtov, raziskave in testiranja J. A. Gagarin (ruskoː Центр подготовки космонавтов имени Ю. А. Гагарина) je bil prvotno znan samo pod imenom »vojaška enota 26266« ali »в/ч 26266« in je bil tajna sovjetska institucija za testiranje kandidatov, primernih za bodoče kozmonavte.
Vojaški fizik, poročnik Jevgenij Karpov, je bil 24. februarja 1960 imenovan za prvega vodjo novoustanovljenega centra za treniranje kozmonavtov, v katerem je bilo okoli 250 strokovnjakov razdeljenih na različna področja razvoja vesoljskega programa, od opreme, do vsega potrebnega za preživetje kozmonavtov v vesolju, prehrane, higiene, ogrevanja, medicine, testiranja oblačil, do osebja, usposobljenega za izvajanje treningov.
Prvotno so bili kandidati za kozmonavte nameščeni v stanovanjskem bloku, zgrajenem ob letališču/vojaški bazi Čkalovski, dokler jih niso premestili v novozgrajena stanovanja Zvezdnega mesta, kjer so lahko s svojimi družinskimi člani prebivali med pripravami.
Center danes obsega infrastrukturo, opremo in naprave, potrebne za usposabljanje kozmonavtov na vseh pomembnih področjih, vključno s centrifugo za testiranje g-obremenitve, simulacijami gibanja v breztežnosti, za vesoljske polete in bivanje v vesolju, opremo za astronavigacijo, zdravniški nadzor in testiranje astronavtov. 
Med drugim so v centru moduli realne velikosti vseh večjih vesoljskih plovil, ki jih je razvijala in uporabljala Sovjetska zveza, vključno z vozili Sojuz in Buran, modulov TKS ter orbitalnih postaj iz programov SALYUT , Mir in ISS. Tu so tudi simulatorji vesoljskih plovil tipa Salyut 7, Spektr, Priroda (Don-77KSI), Buran, Zarja in Zvezda.
Centru pripadajoča letala za polete z zmanjšano težnostjo, med njimi tipov MiG-15 UTI, Tupoljev Tu-104 in  Iljušin IL-76 MDK so stacionirana v bližnji vojaški bazi na letališču Čkalovski. 
Sestavni del hidrolaboratorija je tudi veliki bazen z destilirano vodo za simulacijo nevtralnega vzgona, premera 23 metrov in globine 12 metrov , v katerem se astronavti učijo pravilnih postopkov na različnih modulih vesoljskih plovil. Tu je tudi planetarij, ki lahko projekcira do 9000 vesoljskih teles  . V okviru centra je tudi muzejska zbirka, ki obsega pisarno Jurija Gagarina ter številne eksponate, povezane z njim in z drugimi kozmonavti. 

## Galerija
- poslopje centra Jurija Gagarina
- kozmonavti v centru Jurija Gagarina
- astronavt Scott Kelly v simulatorju modula Sojuz
- pogled na bazen hidrolaboratorija centra Jurija Gagarina
- Vladimir Putin na obisku v Zvezdnem mestu

## Promet
- vojaška baza/letališče Čkalovski
- železniška postaja na progi Moskva - Jaroslavelj

## Znane osebnosti, povezane z Zvezdnim mestom
- Jurij Gagarin
- Valentina Tereškova
- Valerij Ivanovič Tokarjev

## Pobratenja
- Slovenske Konjice  Slovenija

## Mednarodni projekti
- Nassau Bay, Teksas  ZDA